# 赵宗复
赵宗复（1915年2月11日—1966年6月21日），山西五台人，中国政治人物。1935年加入中国共产党，曾任山西省人民政府委员、太原工学院院长等职，文化大革命中自杀身亡。其父为趙戴文。

## 生平
生于山西省五台县东冶镇。1932年，赵宗复从进山中学高中毕业考入燕京大学新闻系，后转入历史系。读书期间，接受了马克思主义，加入了中国共产党的外围组织“反帝大同盟”，任该组织燕大支部书记。1935年5月加入中国共产主义青年团，同年12月转为共产党员。1937年夏大学毕业后放弃留学机会，奉中国共产党的指示返回太原，参加了战地总动员委员会。1938年，任第二战区政治交通课课长、局长，为中国共产党从事情报工作。奉中国共产党的指示，1940年5月加入了中国国民党。1947年后，曾任山西省新闻处长，代理教育厅长，《工商日报》总编辑。
中华人民共和国成立后，赵宗复先后任山西省人民政府委员、山西省文化教育委员会副主任、山西省文教厅长、山西大学党组书记和副校长、太原工学院院长和党委副书记等职，还被选为中共山西省第三届代表大会代表、山西省政协第三届委员会常委、九三学社中央委员和太原分社副主任委员、山西省历史学会理事长等。文化大革命开始后被反复批斗，1966年6月21日自杀身亡。